# ORP Kujawiak (1949)
Pour les autres navires du même nom, voir ORP Kujawiak.
L'ORP Kujawiak est un petit sous-marin de la classe Malioutka (série XV-bis) construit en URSS, remis à la Pologne en mai 1955. Par la suite, il a été désigné M-104, P-104 et 305.

## Épave du Kujawiak
Après avoir été rayé de la marine en 1966, il a été coulé sur le Fish Shoal (baie de Puck) comme cible de bombardement. L’épave se trouve à une profondeur de 5 m et le kiosque dépasse de l’eau. La coque est bien conservée et facile à explorer, mais visiter l’intérieur nécessite au moins une préparation minimale à la plongée.

## Commandants
- Capitaine Leon Sałkowski (27.05.1955 – 14.09.1955)
- Lieutenant Michał Zawadzki (14.09.1955 – 30.10.1959)
- Capitaine mar. Władysław Janeczek (30.11.1959 – 10.04.1964)
- Capitaine Edward Kinas (10.04.1964 – 26.10.1964)
- Capitaine Adam Lang (26.10.1964 – 07.04.1965)
- Capitaine Czesław Fedorczak (08.04.1965 – 12.02.1967)[1].